# Live in Berlin (album Depeche Mode)
Live in Berlin. A film by Anton Corbijn – wydawnictwo grupy Depeche Mode, zawierające zapis koncertów zespołu, zagranych w berlińskiej hali O2 WORLD, w dniach 25 i 27 listopada 2013. Premiera europejska odbyła się 17 listopada 2014 (w Polsce dzień później). Album wydano w dwóch wersjach. Podstawowa składa się z dwóch płyt CD z zapisem dźwiękowym koncertu. Edycja „Deluxe” złożona została z dwóch płyt DVD (pierwsza, zawiera cały koncert, druga, oprócz koncertów również materiały dodatkowe), dwóch krążków CD z zapisem dźwiękowym, płyty blu-ray z materiałem z ostatniej płyty Delta Machine edytowanym w wersji 5.1 oraz 16-stronicowej książeczki. 
Reżyserem widowiska jest Anton Corbijn.
W Polsce nagranie uzyskało certyfikat złotej płyty DVD.

## Spis utworów.
1. „Welcome to My World”
2. „Angel”
3. „Walking in My Shoes”
4. „Precious”
5. „Black Celebration”
6. „Should Be Higher”
7. „Policy of Truth”
8. „The Child Inside”
9. „But Not Tonight”
10. „Heaven”
11. „Soothe My Soul”
12. „A Pain That I’m Used To”
13. „A Question of Time”
14. „Enjoy the Silence”
15. „Personal Jesus”
16. „Shake the Disease”
17. „Halo”
18. „Just Can’t Get Enough”
19. „I Feel You”
20. „Never Let Me Down Again”
21. „Goodbye”

## Muzycy
- David Gahan – śpiew
- Martin Gore – gitara, instrumenty klawiszowe
- Andrew Fletcher – instrumenty klawiszowe
- Christian Eigner – perkusja
- Peter Gordeno – instrumenty klawiszowe